# Arrondissement de Tendouck
(
L'arrondissement de Tendouck est un arrondissement du Sénégal, situé dans le département de Bignona, une subdivision de la région de Ziguinchor dans la région historique de Casamance dans le sud du pays.

Il est situé au nord-ouest de Ziguinchor et est composé de 5 communautés rurales et d'une commune, Thionck-Essyl, qui en est aussi le chef-lieu.

## Communautés rurales
| Balinghor CR                                  | Diégoune CR                                   | Kartiack CR                                          |
| --------------------------------------------- | --------------------------------------------- | ---------------------------------------------------- |
| 3 villages : - Balinghor - Bagaya - Mandégane | 3 villages : - Diégoune - Djimande - Kagnobon | 4 villages : - Bassire - Dianki - Kartiack - Thiobon |

| Mangagoulack CR                                                                                            | Mlomp CR                                 |
| --- | ---------------------------------------- |
| 8 villages : - Affiniam - Bodé - Bouthégol - Boutem - Diatock - Djilapaô - Elana - Mangagoulack - Tendouck | 2 villages : - Mlomp (Bignona) - Edjamat |